# Jean Paré (journaliste)
Pour les articles homonymes, voir Jean Paré et Paré.
Jean Paré (né à Québec en 1935) est un journaliste, un écrivain et un éditeur québécois.

## Biographie
Jean Paré a fait des études classiques au Petit Séminaire de Québec et au collège de Lévis, et des études scientifiques à l'université de Montréal (1955-1958). Il est connu surtout pour avoir fondé le magazine L'Actualité, qu’il a dirigé pendant près de vingt-cinq ans. Il a été président du groupe de presse Maclean-Hunter Québec et, de 1995 à 2000, des éditions Rogers Media.
En 1992, avec des collègues d’autres maisons d’édition, Jean Paré a suscité la formation de l'Association québécoise des éditeurs de magazine (AQEM), dont il fut jusqu’à 1993 le premier président. Il a aussi été animateur et commentateur de radio. Il est l’auteur de nombreux livres et a aussi traduit les œuvres de plusieurs écrivains canadiens anglais, dont Marshall McLuhan et Michael Ignatieff, ancien leader du parti libéral du Canada.
Le premier numéro de L'Actualité, publié par le groupe Maclean Hunter, paraît en septembre 1976. Né de la fusion de deux autres magazines – Magazine Maclean et Actualité –, le nouveau mensuel se consacre à l'actualité politique, économique, culturelle et sociale d'ici et d'ailleurs. Ses fondateurs sont Lloyd M. Hodgkinson, éditeur, et Jean Paré, alors rédacteur en chef. Ce dernier avait succédé à Louis Martin à la tête du Magazine Maclean en avril 1975 et s’était immédiatement attelé à la tâche de créer un magazine viable à partir de deux titres en difficultés. Magazine Maclean avait été créé en 1981. Actualité, propriété de Claude Martin, galeriste de Drummondville, avait été fondée à la même date par un groupe de Montréalais influents, dont Lucien Saulnier, conseiller municipal. Son premier rédacteur en chef avait été le jésuite Jean-Louis Brouillé.
Vingt-cinq ans plus tard, au départ de Jean Paré, à la fin de l’an 2000, L'Actualité, devenu bimensuel en 1990, demeurait un des plus grands succès d’édition au Québec[réf. nécessaire]. Alors que Magazine Maclean avait été le fidèle accompagnateur de la Révolution tranquille, dans les années soixante, L'Actualité s’est fait le témoin des nouvelles orientations de la société québécoise et des succès de la nouvelle génération de jeunes Québécois. Le magazine a joué un rôle important lors des référendums de 1980 et de 1995, ainsi que lors des négociations constitutionnelles de 1982, l'accord du lac Meech (1987) et l'accord de Charlottetown (1992).

## Fonctions professionnelles
- 1958 : Le Quartier Latin, journal de l'université de Montréal. Rédacteur en chef de l'hebdomadaire politique VRAI.
- 1958-1959 : Ministère canadien de l'Industrie et du Commerce à Bruxelles. (Exposition universelle de 1958).
- 1959-1961 : Journaliste au quotidien La Presse. Critique littéraire et de cinéma. Directeur des pages de spectacles et de littérature.
- 1961-1962 : Directeur du Nouveau Journal des Arts et Lettres (section hebdomadaire).
- 1962-1964 : Directeur des sections magazine de l’hebdomadaire La Patrie.
- 1964-1966 : Conseiller technique en information auprès du ministre de l'Éducation, Paul Gérin-Lajoie.
- 1967-1971 : Animateur de l'émission Présent à Radio-Canada.
- 1972-1975 : Rédacteur en chef adjoint du Magazine Maclean.
- 1975-1976 : Rédacteur en chef du Magazine Maclean.
- 1976-2000 : Directeur fondateur de L'Actualité.
- 1981-1982 : Président de la Commission d'étude sur l'accès à l'information et la protection de la vie privée.
- 1984-1985 : Président de la Fondation nationale des Magazines du Canada.
- 1986-1991 : Vice-président de Maclean-Hunter, Publications du Québec.
- 1991-1995 : Président des Magazines Maclean Hunter Québec.
- 1992-1995 : Président fondateur de l'Association québécoise des éditeurs de magazines.
- 1995-2000 : Président des Éditions Rogers Media

## Publications
- Le Temps des otages, éditions Quinze, 1977
- Information et Liberté, rapport de la Commission sur l'accès à l'information, 1982
- Entretiens, éditions Liber, 1994
- Je persiste et signe, éditions du Boréal, 1996
- Montréal, Towery Publishing, Urban Tapestry Series (Memphis, Tenn.), 1998
- Montréal extraordinaire (en anglais), éditions L'Actualité 2000
- Journal de l’An I du Troisième millénaire, éditions du Boréal, 2002
- Code des tics (essai), éditions du Boréal, 2005
- Délits d’opinion, Journal 2006, éditions du Boréal, 2007
- Conversations avec McLuhan 1966-1973, éditions du Boréal (2010)
- Le Calepin d'Érasme, éditions Leméac, 2013
- Sur la piste de Trudeau, éditions L'Actualité, 2013
- Pièces d'identité, éditions Leméac, 2017
- Les Mots de la fin, éditions Québec-Amérique, 2018

## Traductions
- Le Chef de Leslie Roberts, éditions du Jour (1963)
- La Galaxie Gutenberg de Marshall McLuhan, éditions HMH, Mame (1967)
- Pour comprendre les Médias de Marshall McLuhan, éditions HMH, Mame/Seuil (1968)
- Counterblast de Marshall McLuhan, éditions Hurtubise/HMH (1972)
- Dr Bethune de Ted Allan et Sidney Gordon, éditions L'Étincelle (1973)
- Grey Owl, l’homme qui voulait être indien de Lovat Dickson, éditions L’Étincelle (1977)
- Un homme de week-end (roman) de Richard B. Wright, éditions Pierre Tisseyre (1978)
- Nom de Code Intrepid de William Stephenson, éditions L’Étincelle (1979)
- La Révolution des droits de Michael Ignatieff, éditions du Boréal (2001)
- Norman Bethune d'Adrienne Clarkson, éditions du Boréal (2009)
- Marshall McLuhan de Doug Coupland, éditions du Boréal (2010)
- Grey Owl, l’homme qui voulait être indien de Lovat Dickson, nouvelle traduction, éditions Souffles, Paris 2011
- La Galaxie Gutenberg nouvelle édition (post-face de Jean Paré), éditions CNRS, collection Biblis, Paris, 2017

## Honneurs
- 1961 - Prix de l'Union canadienne des journalistes de langue française (direction de journal)
- 1961 - 1st medal Canadian Typographical Awards
- 1963 - Premier prix de l'Union canadienne des journalistes de langue française
- 1974 - Prix de traduction du Conseil des Arts du Canada  (Dr Bethune)
- 1977 - Prix de la Fondation Nationale du Magazine pour réalisation  exceptionnelle
- 1979 - Prix de traduction du Conseil des Arts du Canada (Un homme de week-end)
- 1977-80-81-83-87 - Prix de la Fondation nationale des Magazines
- 1980 - Prix Judith-Jasmin
- 1980 - Prix Olivar-Asselin
- 1987 - Prix Fleury-Mesplet
- 1996 - Prix de la Fondation du magazine canadien pour contribution exemplaire, prix qui récompense l'ensemble d'une carrière
- 2007 - Officier de l'Ordre national du Québec
- 2011 - Prix Judith-Jasmin Hommage[1]

## Associations
- Membre du Conseil d’administration de l’Orchestre symphonique de Montréal
- Fellow de la Société géographique royale du Canada

## Décorations
- Officier de l’Ordre national du Québec
- Membre de l'Ordre des francophones d'Amérique
- Membre du Canadian Journalism Hall of Fame

## VOir aussi